# Terumbu Mantanani
Das Mariveles-Riff oder (malaiisch) Terumbu Mantanani ist ein Atoll der Spratly-Inseln.

## Geographie
Das Atoll ragt bei Flut rund zwei Meter aus dem Wasser. Es liegt rund 313 Kilometer vor der nordwestlichen Küste des Bundesstaats Sabah bei Kota Kinabalu und wird von Malaysia beansprucht.
Das Atoll erstreckt sich über 10,2 km von Nordwesten nach Südosten, und ist im nordwestlichen Teil maximal 2,8 km breit. Die Gesamtfläche beträgt rund 17,5 km². Der Riffkranz umschließt eine größere Lagune im Nordwesten und eine kleinere im Südosten. Dazwischen liegt ein Cay.

## Die Insel im Spratly-Konflikt
Innerhalb des Konflikts um die Spratly-Inseln wird auch das Mariveles-Riff von mehreren Nationen beansprucht.
Malaysia bezieht sich bei seinen Rechtsansprüchen auf das Festlandsockelargument (Schelf von Sabah und Sarawak) beziehungsweise die 200-Meilen-Zone. Es beansprucht insgesamt 12 südlich gelegene Spratly-Inseln und hält zurzeit sechs Inseln beziehungsweise Riffe besetzt (Ardasier-Riff, Dallas-Riff, Erica-Riff, Investigator Shoal, Mariveles-Riff und Swallow-Riff). Die Rechtsansprüche sind durch die Seerechtskonvention gut abgesichert. Malaysia verfügt über eine modern ausgerüstete Marine (10 Raketenfregatten).
Auf dem Mariveles-Riff ist militärisches Personal der malaysischen Marine stationiert.